# トヨタ・TF103
トヨタ・TF103は、トヨタが2003年のF1世界選手権に投入したフォーミュラ1カー。デザイナーはグスタフ・ブルナー。

## 開発
TF103はトヨタのテストコースであるポール・リカール・サーキットで、2003年1月8日に公開された。
TF103はコンベンショナルな設計であり、チームの認識は前作のTF102の「論理的な発展」であった。グスタフ・ブルナー、高橋敬三による共同設計作であり、いっそうの軽量化と高ダウンフォース化が計られた。
一番の改良はエンジンであった。RVX-03は2002年9月に初のテストが行われ、チームに軽量化と高出力の二つの恩恵をもたらした。エンジン改良の功績はルカ・マルモリーニによるものであった。
シーズン中には空力面のアップデートが続けられた。スペインGPではディフューザーやバージボードを改良。イギリスGPではサイドポンツーンがシェイプアップされ、フェラーリ・F2003-GA風の放熱ルーバーが刻まれた。ドイツGPではバージボードを廃してボーダーフィンを取り付けた。また、ミシュランタイヤとのマッチングを最適化するため、サスペンションやセッティングの調整が行われた。

## パフォーマンス

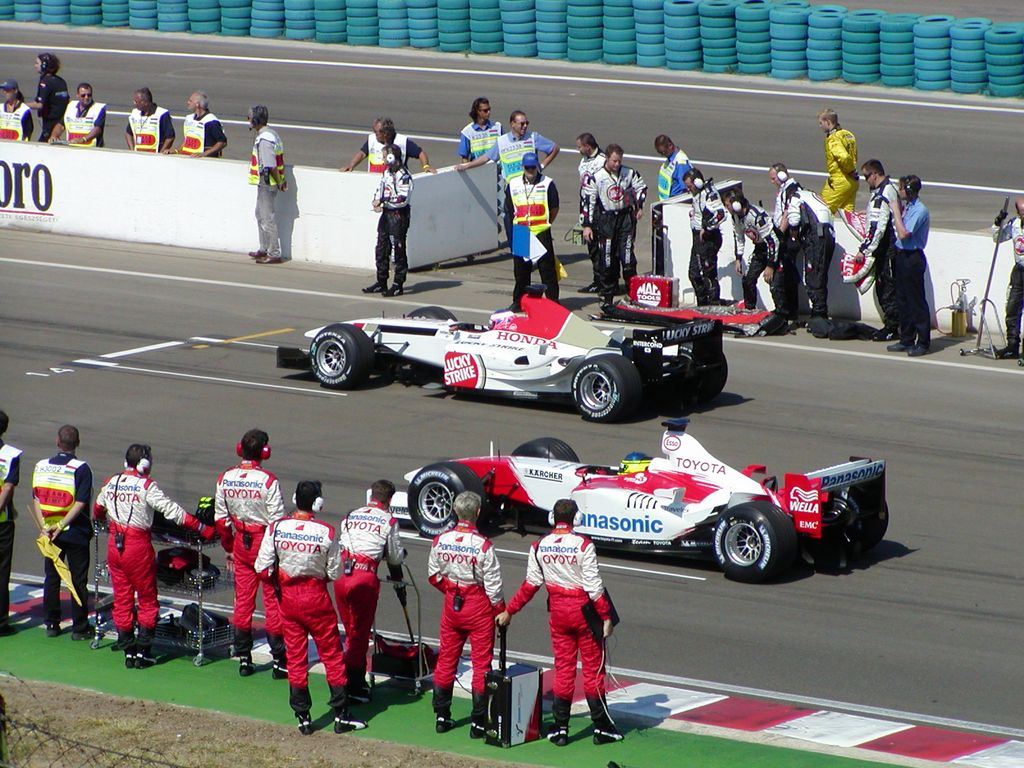
ハンガリーGPのダミーグリッドに停まるTF103（手前のマシン）、ドライバーはクリスチアーノ・ダ・マッタ

ドライバーランナップを一新し、B・A・Rからオリビエ・パニスを迎え、2002年のCARTチャンピオンであるクリスチアーノ・ダ・マッタがF1へ転向した。
TF103は予選でトップ10入りすることが多くなったが、決勝でのレースペースにつながらないという課題もあった。イギリスGPではコースに闖入者（ニール・ホラン）が侵入した際の混乱で、11周目には1-2を走行している。日本GPでは天候の巡り合わせもあったが、予選セカンドローに2台を並べた。

ダ・マッタが10ポイント、パニスが6ポイントと計16ポイントを獲得して、この年のコンストラクターズランキングは8位となった。

## スペック

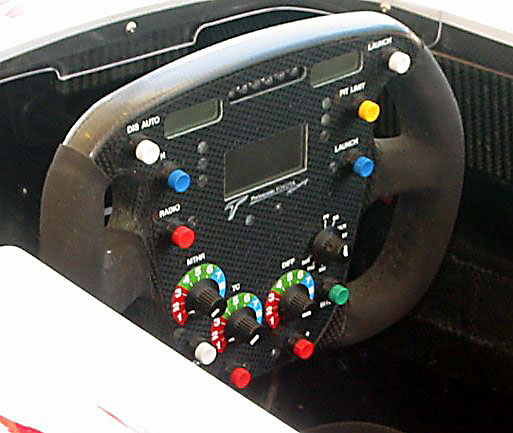
TF103のステアリング

### シャーシ
- シャシー名 TF103
- 材質 カーボンファイバー・モノコック
- トレッド 1,424 mm (F) / 1,411 mm (R)
- ホイールベース 3,090 mm
- 全高 950 mm
- 全長 4,547 mm
- ギアボックス 7速セミオートマチック
- クラッチ ザックス
- ブレーキ ブレンボ
- ホイール BBS
- タイヤ ミシュラン

### エンジン
- エンジン トヨタRVX-03 自然吸気
- 気筒数 V型10気筒
- 排気量 2,998 cc
- スパークプラグ・バッテリー デンソー/パナソニック
- 燃料・潤滑油 エッソ

## F1における全成績
(key) （太字はポールポジション）
| 年     | シャシー/エンジン タイヤ | ドライバー | 1   | 2   | 3   | 4   | 5   | 6   | 7   | 8   | 9   | 10  | 11  | 12  | 13  | 14  | 15  | 16  | ポイント | 順位 |
| ------ | ------------------------ | ---------- | --- | --- | --- | --- | --- | --- | --- | --- | --- | --- | --- | --- | --- | --- | --- | --- | -------- | ---- |
| 2003年 | TF103 トヨタ V10 M       |            | AUS | MAL | BRA | SMR | ESP | AUT | MON | CAN | EUR | FRA | GBR | GER | HUN | ITA | USA | JPN | 16       | 8位  |
| 2003年 | TF103 トヨタ V10 M       | パニス     | Ret | Ret | Ret | 9   | Ret | Ret | 13  | 8   | Ret | 8   | 11  | 5   | Ret | Ret | Ret | 10  | 16       | 8位  |
| 2003年 | TF103 トヨタ V10 M       | ダマッタ   | Ret | 11  | 10  | 12  | 6   | 10  | 9   | 11  | Ret | 11  | 7   | 6   | 11  | Ret | 9   | 7   | 16       | 8位  |